# Expo Market Doraly
Expo Market Doraly este un centru comercial din Afumați, județul Ilfov, în apropiere de București, situat pe un teren de 28 de hectare, cu o suprafață construită de 100.000 de metri pătrați.
A fost dezvoltat de omul de afaceri Gheorghe Iaciu iar în iulie 2008 a fost cumpărat 50 la sută de un fond de investiții al HSBC, unul dintre cele mai mari grupuri financiare din lume.